# 國家評論協會
國家評論協會（英語：The National Board of Review of Motion Pictures），成立於1909年，是美國歷史悠久的影評組織。
國家評論協會早期為電影審查機構，由於時任紐約市長小喬治·B·麥克萊倫（George B. McClellan, Jr.）認為電影等新媒體充斥色情、暴力等題材，於是在曼哈頓柯柏聯盟學院共同成立「New York Board of Motion Picture Censorship」。為確保公司發行權，電影院商馬可斯·勞易斯（Marcus Loew）與約翰·科利爾（John Collier）及其他電影發行商（湯瑪斯·愛迪生、美國幕鏡與拜奧公司、百代電影公司、高蒙電影公司）皆加入該組織，不久後更名國家評論協會（National Board of Review of Motion Pictures），以去掉具爭議的審查（Censorship）一詞。在1916到1950期間，任何美國電影皆須於片頭字幕打上國家評論協會的註冊記號方能放映。
國家評論協會曾先後發行多份國際期刊，包含：《Film Program》、《Exceptional Photoplays》、《Photoplay Guide to Better Movies》、《National Board of Review Magazine》、《New Movies》、以及如今的《Films in Review》。該協會還有推行各種影視教育學程及研討會，供電影學生修習。在2008年，該協會將其學生資助計劃擴展至10所學校。

## 國家評論協會獎
自1929年開始，國家評論協會頒發國家評論協會獎，是歷史最悠久的美國電影獎項之一。但在1929年到1949年期間，只有頒發最佳影片獎，偶爾頒發最佳外語片、最佳紀錄片。國家評論協會在每年12月上旬公佈，並於隔年1月頒獎，由122名紐約地區的製作人、電影史專家、影評人、學生投票決定，經由公開的計票過程後決定，特別成就獎另由機構決定。國家評論協會獎是每年最早宣布名單的影評獎項，也是著名的奧斯卡獎風向球之一。目前的固定獎項有：
- 最佳男主角（英语：National Board of Review Award for Best Actor）
- 最佳女主角（英语：National Board of Review Award for Best Actress）
- 最佳動畫劇情片（英语：National Board of Review Award for Best Animated Film）
- 最佳整體演出（英语：National Board of Review Award for Best Cast）
- 最佳導演（英语：National Board of Review Award for Best Director）
- 最佳首次執導（英语：National Board of Review Award for Best Directorial Debut）
- 最佳紀錄片（英语：National Board of Review Award for Best Documentary Film）
  - 五大紀錄片
- 最佳電影
  - 年度十大電影（英语：National Board of Review: Top Ten Films）
  - 年度十大獨立電影（英语：National Board of Review: Top Ten Independent Films）
- 最佳外語片
  - 五大外語片（英语：National Board of Review: Top Five Foreign Language Films）
- 最佳男配角（英语：National Board of Review Award for Best Supporting Actor）
- 最佳女配角（英语：National Board of Review Award for Best Supporting Actress）
- 最佳改編劇本（英语：National Board of Review Award for Best Adapted Screenplay）
- 最佳原創劇本（英语：National Board of Review Award for Best Original Screenplay）
- 突破表現（英语：National Board of Review Award for Breakthrough Performance）
- 言論自由獎（英语：NBR Freedom of Expression）
- 偶像獎
- 聚光燈獎

## 外部連結
- 國家電影評論協會官方網站（页面存档备份，存于）